# Biskupi bratysławscy

## Administratorzy apostolscy(1922–1973)
| L.p. | Imię i nazwisko | Lata                              | Informacje dodatkowe       |
| ---- | --------------- | --------------------------------- | -------------------------- |
| 1    | Pavol Jantausch | 29 maja 1922 - 29 czerwca 1947    | biskup tytularny Priene    |
| 2    | Ambróz Lazík    | 8 czerwca 1947 - 20 kwietnia 1969 | biskup tytularny Appia     |
| 3    | Julius Gábriš   | 19 lutego 1973 - 30 grudnia 1977  | biskup tytularny Decoriana |

## Archidiecezja trnawska (1977–1995)

### Ordynariusze
| L.p. | Imię i nazwisko | Lata                                | Informacje dodatkowe                                 |
| ---- | --------------- | ----------------------------------- | ---------------------------------------------------- |
| *    | Julius Gábriš   | 30 grudnia 1977 - 13 listopada 1987 | biskup tytularny Decoriana, administrator apostolski |
| 1    | Ján Sokol       | 26 lipca 1989 - 31 marca 1995       | arcybiskup                                           |

## Archidiecezja bratysławsko-trnawska (1995–2008)

### Ordynariusze
| L.p. | Imię i nazwisko | Lata                           | Informacje dodatkowe |
| ---- | --------------- | ------------------------------ | -------------------- |
| 1    | Ján Sokol       | 31 marca 1995 - 14 lutego 2008 | arcybiskup           |

## Archidiecezja bratysławska

### Ordynariusze
| L.p. | Imię i nazwisko     | Lata                 | Informacje dodatkowe |
| ---- | ------------------- | -------------------- | -------------------- |
| 1    | Stanislav Zvolenský | od 14 lutego 2008 r. | arcybiskup           |